# Heinz Mäde
Heinz Mäde (* 10. Juni 1916 in Böhlitz-Ehrenberg; † 16. November 2004 in Langendorf) war ein deutscher Maler.
Mäde kam aus einer sozialdemokratischen Leipziger Arbeiterfamilie. Er war Mitglied der sozialistischen Kinderorganisation und bis zum Verbot 1933 der Sozialistischen Arbeiter-Jugend SAJ. Von 1930 bis 1934 absolvierte er in Leipzig eine Chemiegrafen-Lehre und besuchte dazu die Gutenbergschule. Nach der Lehre arbeitete er bis 1937 in seinem Beruf. Von 1937 bis 1944 war er im Reichsarbeitsdienst bzw. als Soldat der Wehrmacht im Zweiten Weltkrieg im Einsatz. Von 1945 bis 1951 studierte er bei Ernst Hassebrauk und Kurt Massloff an der Hochschule für Grafik und Buchkunst Leipzig. Danach arbeitete er in Leipzig als freischaffender Künstler.
Mäde hatte in der DDR und im Ausland eine große Zahl von Einzelausstellungen und Ausstellungsbeteiligungen, u. a. von 1962 bis 1988 an allen Deutschen Kunstausstellungen bzw. Kunstausstellungen der DDR in Dresden.
Heinz Mäde arbeitete stets im Hintergrund und war sehr introvertiert. Am Beginn seines künstlerischen Wirkens standen vorwiegend impressionistisch geprägte Werke. Anschließend ging er zu poesievoll-schlichten, mit einem verschmitzten Hauch Naivität versehenen Darstellungen vor allem von Landschaften und Stillleben über.

## Fotografische Darstellung Mädes
- Norbert Vogel: Maler Heinz Mäde (1987)[1]

## Mitgliedschaften
- ab 1951 Gewerkschaft Kunst und Schrifttum
- 1953 bis 1990 Verband Bildender Künstler der DDR, dort u. a. 1962 bis 1974 Vorsitzender der Sektion Maler und Grafiker des Bezirks Leipzig
- ab 1990 Bund Bildender Künstlerinnen und Künstler Leipzig e. V.

## Ehrungen
- 1970 Verdienstmedaille der DDR
- 1977 Kunstpreis der Stadt Leipzig